# Contea autonoma miao di Chengbu
La contea autonoma miao di Chengbu (城步苗族自治县S, Chéngbù Miáozú ZìzhìxiànP) è una contea della Cina, situata nella provincia di Hunan e amministrata dalla prefettura di Shaoyang.